# Numero di Ohnesorge
Il numero di Ohnesorge (abbreviato in Oh) è un numero adimensionale che esprime il rapporto tra le forze responsabili della dissipazione delle perturbazioni e la forza elastica che agiscono sulla superficie di un fluido.

## Definizione matematica
È definito come:
{\displaystyle Oh={\frac {1}{\sqrt {\mathrm {La} }}}={\sqrt {\mathrm {Ca}  \over \mathrm {Re} }}}
dove:
- Re è il numero di Reynolds;
- Ca è il numero di capillarità.

## Applicazioni
Viene sempre meno usato, in quanto è possibile ridurlo ad altri gruppi dimensionali più comuni (ovvero il numero di Reynolds e il numero di capillarità).
Viene ancora tuttavia utilizzato nello studio della fluidodinamica delle superfici libere e della dispersione dei liquidi nei gas, specie nel campo della modellazione della combustione di liquidi. In particolare risulta:
{\displaystyle Oh={\frac {\mu }{\sqrt {\rho \gamma l}}}}
dove:
- μ è la viscosità dinamica del liquido;
- ρ è la densità del liquido;
- γ è la tensione superficiale del liquido;
- l è una lunghezza caratteristica, solitamente il diametro della goccia.

## Interpretazione fisica
Valori alti indicano una tendenza di un getto ad atomizzare, cioè a ridursi in gocce di diametro molto piccolo; al contrario, numeri di Ohnesorge inferiori indicano una maggior tendenza alla coesione, ovvero a gocce che si "staccano" dal getto con difficoltà e avendo dimensione relativamente grande. Ad esempio, per una goccia di pioggia di 3 mm di diametro Oh vale tipicamente ~0,002.